# Саинка (река)
Саинка (тат. Сая) — река в России, протекает по Высокогорскому району Татарстана. Правый приток реки Сула. Длина 22,5 (по другим данным — 25) км, площадь водосборного бассейна 120 или 119 км².
Исток севернее д. Малый Рясь, устье в 1 км к югу-западу от д. Тимофеевка. Абсолютная высота истока 180 м, устья — 70 м.

## Притоки
13 рек без названий, длиной от 1 до 6,1 км.

## Гидрология
Питание преимущественно снеговое. Модуль подземного питания 1-3 л/с⋅км². Средний многолетний слой годового стока в бассейне 136 мм, слой стока половодья 100 мм. Весеннее половодье начинается в первой декаде апреля. Ледостав образуется в середине ноября. Средний многолетний меженный расход воды в устье 0,175 м³/с. Вода умеренно жесткая (3-6 мг-экв/л) весной и очень жесткая (12-20 мг-экв/л) зимой и летом. Общая минерализация 100—200 мг/л весной и 700—1000 мг/л зимой и летом.